# قائمة الثدييات في مصر
هذه قائمة بأنواع الثدييات في مصر. تضم مصر 93 نوعًا من أنواع الثدييات، من بينها ستة أنواع متوطنة، بالإضافة إلى ثلاثة عشر نوعًا من الثدييات البحرية كالحيتانيات (الحيتان والدلافين)، ونوع واحد من عرائس البحر يعيش في مياه البحر الأحمر المصرية. تستند القائمة التالية إلى البيانات المأخوذة من مركز توثيق التراث الحضاري والطبيعي ووكالة شؤون البيئة المصرية.

## رتبة آكلات الحشرات Order Insectivora

### فصيلة القنفذيات Family Erinaceidae
فصيلة القنفذيات تنقسم إلى 17 فصيلة في العالم، يتواجد منهم 2 في مصر:
| الاسم العربي    | بالإنجليزية        | الفصيلة                 | موطنه بمصر |
| --------------- | ------------------ | ----------------------- | ---------- |
| قنفذ طويل الأذن | قنفذ طويل الأذن    | Hemiechinus auritus     |            |
| قنفذ حبشي       | Ethiopean Hedgehog | Paraechinus aethiopicus |            |

### عائلة الزبابيات Family Soricidae
عائلة الزبابيات تنقسم إلى 246 فصيلة في العالم، يتواجد منهم 6 فصائل في مصر:
| الاسم العربي           | بالإنجليزية                | الفصيلة              | موطنه بمصر |
| ---------------------- | -------------------------- | -------------------- | ---------- |
| زباب قزم مصري          | Pygmy Shrew                | Crocidura religiosa  |            |
| زباب الزهور            | Flower's Shrew             | Crocidura floweri    |            |
| زباب أصغر أبيض الأسنان | Lesser White-Toothed Shrew | Crocidura suaveolens |            |
| زباب المنزل            | House Shrew                | Crocidura murinus    |            |
| زباب الزيتون           | أفريقي (توضيح)             | Crocidura olivieri   |            |

## رتبة آكلات اللحوم Order Carnivora

### فصيلة الكلبيات Family Canidae
عائلة الكلبيات تضم الكلاب والثعالب، وتنقسم إلى 35 فصيلة في العالم، يتواجد منهم 6 فصائل في مصر:
| الاسم العربي   | بالإنجليزية         | الفصيلة          | موطنه بمصر |
| -------------- | ------------------- | ---------------- | ---------- |
| ابن آوى الذهبي | ابن آوى الذهبي      | Canis aureus     |            |
| ذئب رمادي      | ذئب رمادي           | Canis lupus      |            |
| الثعلب الأحمر  | ثعلب أحمر           | Vulpes vulpes    |            |
| ثعلب روبل      | Rueppell's Sand Fox | Vulpes rueppelli |            |
| ثعلب بلاندفورد | Blanford's Fox      | Vulpes cana      |            |
| فنك            | فنك                 | Vulpes zerda     |            |

### عائلة العرسيات Family Mustelidae
عائلة العرسيات تنقسم إلى 67 فصيلة في العالم، يتواجد منهم 4 فصائل في مصر:
| الاسم العربي             | بالإنجليزية           | الفصيلة            | موطنه بمصر |
| ------------------------ | --------------------- | ------------------ | ---------- |
| عرسة مصرية               | ابن عرس               | Mustela nivalis    |            |
| أبو منتن                 | Striped Weasel        | Poecilictus libyca |            |
| ظربان أفريقي أو "زوريلا" | ابن عرس المنتن المخطط | Ictonyx striatus   |            |
| ظربان مرقط               | Marbled Polecat       | Vormela peregusna  |            |

### عائلة الزباديات Family Viverridae
عائلة الزباديات تضم الزّبـَاد والزريقاء. وتنقسم إلى 35 فصيلة في العالم، يتواجد منهم فصيلة واحدة في مصر:
| الاسم العربي   | بالإنجليزية                                       | الفصيلة         | موطنه بمصر |
| -------------- | ------------------------------------------------- | --------------- | ---------- |
| زريقاء أو رَتـَم | Small-Spotted Genet, Common Genet, European Genet | Genetta genetta |            |

### عائلة السموريات Family Herpestidae
عائلة السموريات تضم النمس. وتنقسم إلى 31 فصيلة في العالم، يتواجد منهم فصيلة واحدة في مصر:
| الاسم العربي | بالإنجليزية | الفصيلة             | صورة | موطنه بمصر |
| ------------ | ----------- | ------------------- | ---- | ---------- |
| نمس مصري     | سموريات     | Herpestes ichneumon |      |            |

### عائلة الضبعيات Family Hyaenidae
عائلة الضبعيات تضم الضبع. وتنقسم إلى 4 فصيلة في العالم، يتواجد منهم فصيلتان في مصر:
| الاسم العربي | بالإنجليزية    | الفصيلة            | موطنه بمصر |
| ------------ | -------------- | ------------------ | ---------- |
| ضبع مخطط     | Barbary Hyaena | Hyaena hyaena      |            |
| عسبار        | Aardwolf       | Proteles cristatus |            |

### عائلةالسنوريات(القططيات) Family Felidae
عائلة القطط تنقسم إلى 35 فصيلة في العالم، يتواجد منهم 6 فصائل في مصر، وهناك فصيلة سابعة، الفهد، ويعتقد أنها انقرضت منذ زمن الفراعنة.
| الاسم العربي | بالإنجليزية | الفصيلة          | صورة | موطنه بمصر |
| ------------ | ----------- | ---------------- | ---- | ---------- |
| قط جبلي ليبي | Wild Cat    | Felis Silvestris |      |            |
| قط بري نيلي  | تفة         | Felis chaus      |      |            |
| قط صحراوي    | قط الرمال   | Felis margarita  |      |            |
| أم ريشات     | عناق الأرض  | Felis caracal    |      |            |
| فهد صياد     | فهد         | Acinonyx jubatus |      |            |

## رتبة الحيتانيات Order Cetacea

### حيتان البالين Suborder Mysticeti
هناك من 10 - 13 فصيلة في العالم، منهم ربما 3-4 في المياه المصرية.

### عائلة الحيتانيات القافزة The Rorquals - Family Balaenopteridae
عائلة الحيتانيات القافزة هراكلةs تضم من 6 - 8 فصائل في العالم، منهم ربما 3 - 4 في المياه المصرية.
| الاسم العربي | الاسم بالإنجليزية | الفصيلة                | صورة | خريطة | موطنه بمصر |
| ------------ | ----------------- | ---------------------- | ---- | --- | --- |
| هـِركول       | حوت زعنفي         | Balaenoptera physalus  |      | | |
| حوت ساي      | حوت ساي           | Balaenoptera borealis  |      | تحت الفصائل المتواجدة في مصر: غير معروف ولكن ربما يكون هناك جنس أحادي النمط Monotypic. أماكن التواجد والحالة: تقريباً في جميع أنحاء العالم، من المحيطين المتجمدين إلى المياه الاستوائية ولكن أقل شيوعاً في الأخيرة حيث يوجد بدلاً منه حوت بيرد Byrde's Whale. في مصر: هناك حالة مسجلة واحدة من رأس خليج العقبة، ولكن تلك الحالة قد تشير إلى إيلات، إسرائيل. حالات مسجلة من غرب البحر المتوسط. وهناك حالات إقليمية مسجلة أخرى من خليج عدن. موثقة في القائمة الدولية للأجناس المهددة بالانقراض اتفاقية الإتجار الدولي بالفصائل المهددة بالانقراض (سايتس) معاهدة التجارة العالمية لأصناف الحيوان والنبات البري المهدد بالانقراض. ملاحظات: حوت بيرد، النظير الاستوائي لحوت ساي لم يشاهد بعد في المياه المصرية من البحر الأحمر، إلا أنه يمكن تخيل وجوده. وهو شبيه جداً بحوت ساي، بل ربما يصعب التفريق بينهما من بعد، إلا أن لديه ثلاثة، وليس واحدة (كحوت ساي)، نتوءات طولية تجري للأمام من الزعنفة حاجبة الرش Splashguard، ويقفز رأسياً، ولديه بوز Spout أعلى قليلاً. | |
| حوت أحدب     | جمل البحر         | Megaptera novaeangliae |      | | تحت الفصائل المتواجدة في مصر: جنس أحادي النمط Monotypic. أماكن التواجد والحالة: واسع الانتشار وعموماً مهاجر. يتواجد في كل المياه من المحيطين المتجمدين إلى المياه الاستوائية. يقضي فصل الشتاء في المياه الأكثر برودة، وتنتقل للمياه الاستوائية للتوالد. هناك قبيلة Population منهم تسكن شمال المحيط الهندي قد تكون غير مترحلة. هناك حالة مسجلة واحدة في غرب البحر المتوسط. في المياه المصرية: هناك مثال جيد التسجيل لحوت أحدب يافع في جنوب خليج العقبة. هذا الحوت شوهد وصوّر أمام شاطئ دهب عام 1992 وكان حوتاً واحداً. موثق في القائمة الدولية للأجناس المهددة بالانقراض اتفاقية الإتجار الدولي بالفصائل المهددة بالانقراض (سايتس) معاهدة التجارة العالمية لأصناف الحيوان والنبات البري المهدد بالانقراض، ومصنف كجنس معرض للانقراض من قبل الاتحاد العالمي للحفاظ على الطبيعة والمصادر الطبيعية الاتحاد الدولي لحفظ الطبيعة . ملاحظات: حوت دهب الأحدب ربما كان قد ضل طريقه أو شرد عن قبيلته في شمال المحيط الهندي. |

### تحت رتبة الحيتانيات ذوات الأسنان The Toothed Whales - Suborder Odontoceti
تحت رتبة الحيتانيات ذوات الأسنان تتكون من 66 فصيلة في العالم، منهم 10 في المياه المصرية.

### عائلة حيتانيات العنبر Family Physeteridae
| الاسم العربي | الاسم بالإنجليزية | الفصيلة                | صورة | خريطة | موطنه بمصر |
| حوت العنبر   | حوت العنبر        | Physeter macrocephalus |      |       | تحت الفصائل المتواجدة في مصر: جنس أحادي النمط. أماكن التواجد والحالة: واسع الانتشار في المياه الباردة والمعتدلة والاستوائية ولكنه مهاجر وفي الشتاء يغلب وجوده في المياه الدافئة، على عكس الحوت الأحدب. في المياه المصرية: هناك حالة محتملة مسجلة لأسنان هذه الفصيلة عُثر عليها في بورسعيد عام 1909، وقيل أنها من حوت ضل طريقه في البحر المتوسط. وهناك حالات مسجلة في شرق البحر المتوسط حتى اليونان. غير معروف وجوده في المياه المصرية من البحر الأحمر. موثق في القائمة الدولية للأجناس المهددة بالانقراض اتفاقية الإتجار الدولي بالفصائل المهددة بالانقراض (سايتس) معاهدة التجارة العالمية لأصناف الحيوان والنبات البري المهدد بالانقراض ملاحظات: هناك حالات حديثة مسجلة لتواجد حوت العنبر في شرق المتوسط، إلا أنها ليست في المياه المصرية. |

### عائلة الحيتان البيضاء Family Monodontidae
عائلة الحيتان البيضاء يوجد منها 3 فصائل بالعالم، ويعتقد بوجود فصيلة واحدة منهم بالمياه المصرية.
| الاسم العربي | الاسم والموقع بالإنجليزية | الفصيلة           | صورة | خريطة | موطنه بمصر |
| ------------ | ------------------------- | ----------------- | ---- | ----- | --- |
| كركدن البحر  | حريش البحر                | Monodon monoceros |      |       | تحت الفصائل المتواجدة في مصر: جنس أحادي النمط Monotypic. أماكن التواجد والحالة: هذا الجنس يعيش في أعالي المياه القطبية الشمالية، ونادراً ما سجل جنوب أيسلندا، وأقل ندرة حالات نزوله للجزر البريطانية. وهناك حالة واحدة من هولندا. في المياه المصرية: هناك حالة واحدة مسجلة، وربما كانت أعجب حالة في كل حالات الثدييات المصرية. ففي يوليو 1986، تم الامساك بكركدن بحر ذكر حي، طول نابه/قرنه 2 متر على بعد 500 متر من شاطئ رشيد، وتم نشر صوره في الجرائد المحلية. ملاحظات: الطبيعة الفريدة للحالة المسجلة المصرية، إن صدقت، فغالباً ما ستكون لكركدن بحر عجوز اُمسك به في تيار أو ظروف جوية معاكسة. الكركدن يقال أنه حالياً متواجد في متحف رشيد، ولكن لم يتم التأكد من ذلك. |

### عائلة الدرافيل Family Delphinidae
عائلة الدرافيل يوجد منها 32 فصائل بالعالم، منهم 8 فصائل بالمياه المصرية.
| الاسم العربي          | الاسم بالإنجليزية        | الفصيلة                    | صورة | خريطة | موطنه بمصر |
| --------------------- | ------------------------ | -------------------------- | ---- | ----- | --- |
| درفيل عادي            | دلفين شائع               | Delphinus delphis          |      |       | |
| درفيل قنيني الأنف     | Bottle-nosed Dolphin     | Tursiops truncatus         |      |       | |
| درفيل هندي هادي       | دلفين أبيض صيني          | Sousa Chinensis            |      |       | |
| درفيل استوائي أرقط    | دلفين مداري منقط         | Stenella attenuata         |      |       | |
| درفيل دوار            | دلفين دوار               | Stenella longirostris      |      |       | |
| درفيل ريسو            | Risso's Dolphin, Grampus | Grampus griseus            |      |       | |
| حوت قائد قصير الزعنفة | Short-Finned Pilot Whale | Globicephala macrorhynchus |      |       | تحت الفصائل المتواجدة في مصر: غالباً جنس أحادي النمط Monotypic. أماكن التواجد والحالة: واسع الانتشار في كل البحار الاستوائية والمدارية. لم يغثر عليه في البحر المتوسط. مناطق تواجده وحالته في المياه المصرية غير مؤكدة. شوهد أمام راس محمد، كما تم الابلاغ عن وجود أسراب كبيرة عند مدخل خليج العقبة في ربيع/صيف 1994. الحالات مسجلة جنوباً قرب الغردقة قد تشير إلى هذا الجنس أو إلى الحوت القاتل الكاذب. موثق في القائمة الدولية للأجناس المهددة بالانقراض اتفاقية الإتجار الدولي بالفصائل المهددة بالانقراض (سايتس) معاهدة التجارة العالمية لأصناف الحيوان والنبات البري المهدد بالانقراض. ملاحظات: الحوت القائد طويل الزعنفة Globicephala melas سُجّل تواجده في البحر المتوسط، ولكن ليس في المياه المصرية. وهو شديد الشبه بالحوت القائد قصير الزعنفة، إلا أن زعانفه الصدرية أطول بكثير. |
| حوت قاتل كاذب         | False Killer Whale       | Pseudorca crassidens       |      |       | |

## رتبة الخيلانيات Order Sirenia
الخـَيْلانيات هي رتبة من الحيوانات المائية آكلة العشب.
| الاسم العربي | الاسم بالإنجليزية | الفصيلة      | موطنه بمصر |
| ------------ | ----------------- | ------------ | ---------- |
| أطوم         | أطوم              | Dugong dugon |            |

## رتبة الحافريات فردية الأصابع Order Perissodactyla

### عائلة الخيليات Family Equidae
عائلة الخيليات تنقسم إلى 7 فصائل في العالم، يتواجد منهم فصيلة واحدة في مصر:
| الاسم العربي  | الاسم بالإنجليزية                       | الفصيلة         | موطنه بمصر |
| ------------- | --------------------------------------- | --------------- | ---------- |
| حمار بري نوبي | African Wild Ass, African Ass, Wild Ass | Equus africanus |            |

## رتبة الوبريات Order Hyracoidea

### عائلة الوبر Family Procaviidae
عائلة الوَبْريات تنقسم إلى 11 فصيلة في العالم، يتواجد منهم فصيلتان في مصر، كلاهما يعرف بالوبر.
| الاسم العربي   | الاسم بالإنجليزية                                      | الفصيلة            | موطنه بمصر |
| -------------- | ------------------------------------------------------ | ------------------ | ---------- |
| وبر صخري       | Rock Hyrax, Cape Rock Hyrax, Cape Dssie, Dassie, Coney | Procavia capensis  |            |
| وبر أصفر الرقط | Yellow-Spotted Rock Hyrax                              | Heterohyrax brucei |            |

## رتبة الحافريات زوجية الأصابع Order Artiodactyla

### عائلة البقريات Family Bovidae
عائلة البقريات تنقسم إلى 7 فصائل في العالم، يتواجد منهم فصيلة واحدة في مصر:
| الاسم العربي        | الاسم بالإنجليزية | الفصيلة             | موطنه بمصر |
| ------------------- | ----------------- | ------------------- | ---------- |
| بقر وحشي أو أبو عدس | مها أبو عدس       | Addax nasomaculatus |            |
| أبو حراب أو مها     | مها أبو حراب      | Oryx dammah         |            |
| غزال دوركاس أو عفري | غزال دوركاس       | Gazella dorcas      |            |
| ريم أو غزال الرمل   | غزال نحيل القرون  | Gazella leptoceros  |            |
| غزال جبلي أو إدمي   | غزال الجبل        | Gazella gazella     |            |
| وعل نوبي            | وعل (جنس)         | Capra ibex          |            |
| كبش بربري أو أروي   | ضأن بربري         | Ammotragus lervia   |            |

## رتبة القوارض Order Rodentia
تُعد مصر موطنًا لـ20 نوعًا من القوارض آكلة اللحوم.

### عائلة الفئران Family Muridae

#### تحت عائلة الجرذان Subfamily Gerbilinae
تحت عائلة الجرذان تنقسم إلى 81 فصائل في العالم، يتواجد منهم 19 فصيلة في مصر:
| الاسم العربي              | الاسم بالإنجليزية                            | الفصيلة                | صورة | موطنه بمصر |
| عضل أمينة                 | Giza Gerbil, Charming Dipodil                | Gerbillus amoenus      |      |            |
| عضل أندرسون               | Anderson's Gerbil                            | Gerbillus andersoni    |      |            |
| يرابل شمال أفريقيا الكبير | Large North African Gerbil                   | Gerbillus campestris   |      |            |
| عضل وادي حوف              | Wagner's Gerbil                              | Gerbillus dasyurus     |      |            |
| بيوض (جرذ)                | Lesser Egyptian Gerbil                       | Gerbillus gerbillus    |      |            |
| دمسي                      | Greater Egyptian Gerbil                      | Gerbillus pyramidum    |      |            |
| عضل قزم                   | Pygmy Gerbil, Henley's Gerbil, Pygmy Dipodil | Gerbillus henleyi      |      |            |
| عضل مكليجين               | Mackilligin Gerbil                           | Gerbillus mackilligini |      |            |
| عضل بلوشستان              | Baluchistan Gerbil                           | Gerbillus nanus        |      |            |
| عضل بليد                  | Pallid Gerbil                                | Gerbillus perpallidus  |      |            |
| عضل صغير قصير الذيل       | Lesser Short-tailed Gerbil, Simon's Dipodil  | Gerbillus simoni       |      |            |
| جرد حريري                 | Silky Jird, Sundevall's Jird                 | Meriones crassus       |      |            |
| جرد النقب                 | Negev Jird, Buxton's Jird                    | Meriones sacramenti    |      |            |

#### تحت عائلة الفئران Subfamily Murinae
تنقسم أسرة الفئران إلى 408 أجناس في العالم، يتواجد منهم 7 فصائل في مصر:
| الاسم العربي  | الاسم بالإنجليزية                       | الفصيلة          | صورة | موطنه بمصر |
| فأر شوكي مصري | Cairo Spiny Mouse, Egyptian Spiny Mouse | Acomys cahirinus |      |            |
| فأر شوكي ذهبي | Golden Spiny Mouse                      | Acomys russatus  |      |            |

### عائلة الجربوعيات Family Dipodidae
تقسم الجربوعيات إلى 30 فصيلة في العالم، يتواجد منهم 3 فصائل في مصر:
| الاسم العربي | الاسم بالإنجليزية       | الفصيلة                | صورة | موطنه بمصر |
| غـُفـْل        | Four-Toed Jerboa        | Allactaga tetradactyla |      |            |
| أبو نوارة    | Lesser Egyptian Jerboa  | Jaculus jaculus        |      |            |
| قريفتي       | Greater Egyptian Jerboa | Jaculus orientalis     |      |            |

## المصدر
- Hoath, Richard, "A Field Guide to the Mammals of Egypt", AUC Press, 2003, ISBN 977-424-809-0